# Gabinet del col·leccionista del Museu Marès
El Gabinet del col·leccionista del Museu Marès és una secció del Museu Marès, originalment batejada per Frederic Marès com el Museu Sentimental. La denominació actual intenta recuperar la tradició dels primitius gabinets de col·leccionistes d'antiguitats i curiositats. Aquest gabinet es disposa en 17 sales, on s'acumulen milers d'objectes curiosos que reflecteixen la vida i els costums del passat, especialment del segle xix.
De la secció original s'ha respectat: la distribució de les col·leccions, les denominacions que Marès va atorgar a les sales, la bigarrada presentació dels objectes i l'atmosfera intimista que intenta transportar el visitant al món del col·leccionisme.

## Col·leccions

### Sales de treballs de forja (sales 1 i 2)

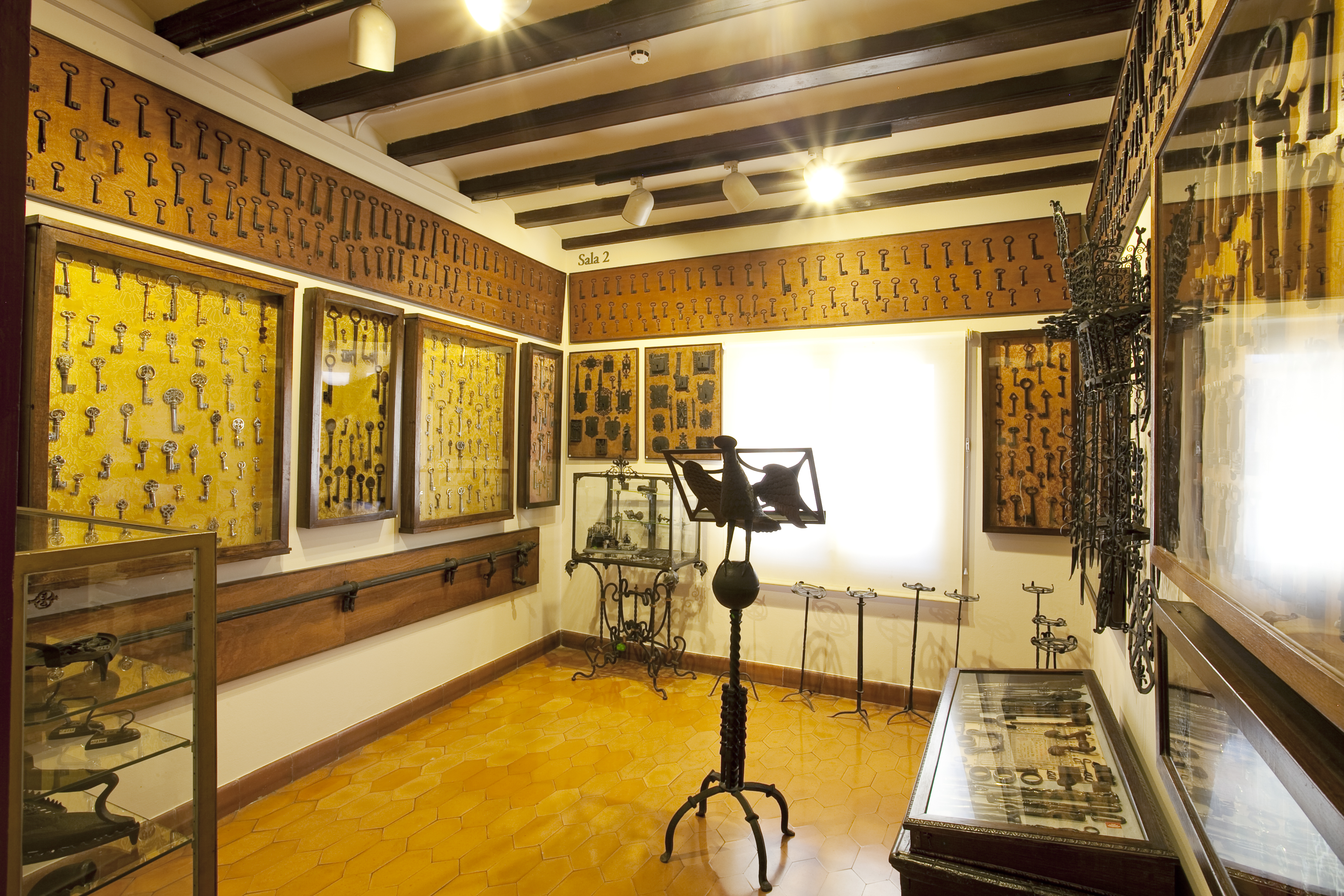
Sales 1 i 2

En aquestes dues sales s'exhibeixen les més de 1.400 peces de la col·lecció de forja i treballs en metall, composta per picaportes, panys, claus, frontisses, caixes fortes, tisores i un llarg etcètera. La col·lecció de ferro forjat està fonamentalment formada per peces hispanes datades entre el segle xiii i el XIX, si bé és cert que hi predominen les peces que provenen de Catalunya, on aquesta tècnica artesana va assolir un elevat grau de perfecció i de reconeixement professionals des de l'edat mitjana, com ho demostra la creació del Gremi de Serrallers del segle xiv.
L'interès per aquests objectes té el seu origen en la recuperació i revaloració dels oficis artesans que es va dur a terme a finals del segle xix, especialment durant el Modernisme català. Marès, continuador d'aquesta tradició que va donar lloc a importants col·leccions, també es va interessar pels ferros vells.
Destaquen una placa de pany d'un edifici del monestir cistercenc de Poblet (Tarragona), que du el monograma PO, i una col·lecció de tisores d'esquilar extremenyes.
Del conjunt de claus de la sala 2 destaquen un petit conjunt de claus romanes i medievals, que destaquen sobre un teixit de color vermell, així com els treballs de passantia que realitzaven els aspirants a mestres serrallers, en els quals demostraven les seves habilitats tècniques i artístiques. També destaquen dos títols d'aquests mestres barcelonins -de finals del segle XIX-, com el conservat sobre una caixa de fusta conjuntament amb algunes de les seves eines i prototipus dels seus treballs.

### Sala de Montserrat (sala 3)

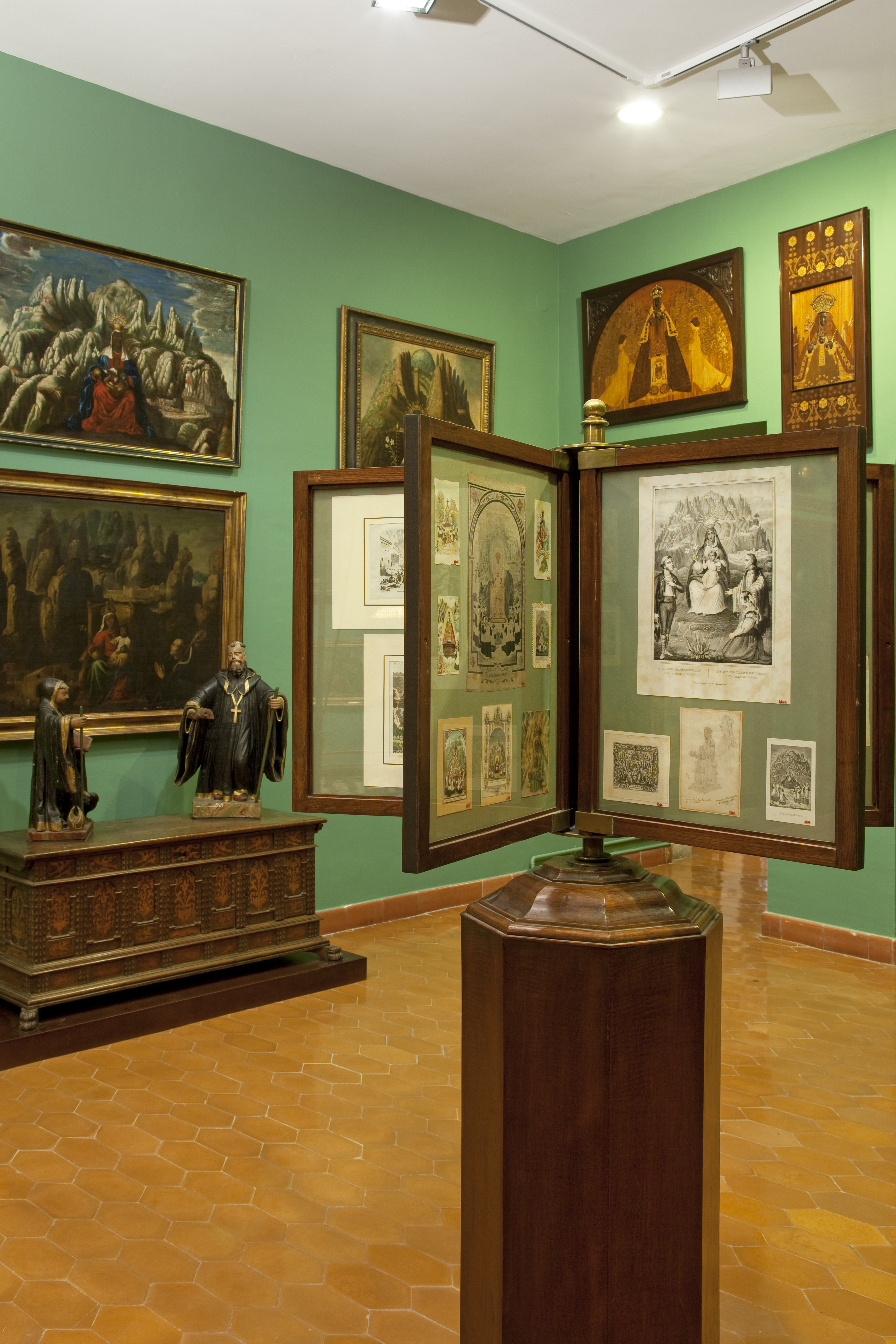
Sala 3

Aquesta sala està dedicada a la muntanya de Montserrat, al monestir benedictí i a la Verge del mateix nom.
A la Verge de Montserrat se la coneix com la Moreneta pel color fosc de la seva pell. La festivitat se celebra el 27 d'abril, i és la patrona de Catalunya des de finals del segle xix. La seva devoció s'estén també per Espanya, Europa i Amèrica.
Aquesta sala reuneix nombroses peces relacionades amb Montserrat: des de pintures, escultures i gravats, fins a rosaris, medalles, estampes, etc. La imatge que es venera actualment en el monestir és una talla romànica en què la Verge sosté el nen a la falda, a manera de tron. Al llarg dels segles ha patit el canvi de vestits i complements que n'han anat alterant l'aspecte. Les diferents obres i objectes de la sala mostren l'evolució de la imatge de la Verge. Durant el Barroc s'establí un primer model iconogràfic: la Verge es representa com a reina i senyora, vestida amb una túnica folgada i riques joies, amb el nen a la falda i la imponent muntanya a l'esquena. Un bon exemple de l'èxit d'aquest model és el gran oli situat en una paret de la sala, que deriva de la interpretació proposada per l'artista italià Juan Andrés Ricci.
A mitjan segle xix, després de la Guerra de la Independència, apareixen les primeres representacions de la Verge amb vestit rígid i acampanat, imatge que perdura fins a la Guerra Civil espanyola. Sobre la porta d'entrada a la sala, s'hi pot veure els plafons de marqueteria del gran decorador modernista Gaspar Homar. A partir de 1939, s'intenta recuperar la vera efígie d'aquesta imatge eliminant-ne tots els artificis que havien ocultat durant segles el seu aspecte original i retornant-li, en la mesura del possible, l'autenticitat.
A més, a la sala també s'exposa una singular col·lecció de jous de fusta tallada, decorada i pintada en colors sobris, de procedència portuguesa i una sèrie de caixes catalanes que formen part de la gran col·lecció de mobles exposada en diverses sales del Museu.

### Sala de les armes (sala 4)
L'any 1962, Frederic Marès va donar a l'Ajuntament de Barcelona una col·lecció d'armes per a la creació del Museu Militar de Montjuïc. Juntament amb les col·leccions municipals, aquestes col·leccions formaven el gruix principal del nou centre museístic. La col·lecció d'armes estava formada per més de 300 exemplars: ballestes, espigardes, arcabussos pistoles, polvoreres, cascs, escuts, espases i dagues dels segles XVI al XIX.
L'origen d'aquesta col·lecció se situa pels volts del 1920, si bé tot sembla indicar que l'adquisició més destacada, l'any 1960, fou la de la majoria de peces de la col·lecció d'armes de Josep Moragas. Aquest antiquari i col·leccionista havia proporcionat peces al barcelonès Josep Estruch, el qual, a finals del segle xix, va arribar a posseir una de les millors col·leccions d'armes privades, la qual posteriorment va passar a formar part del Musée de l'Armée de París.
Arran del tancament del Museu Militar de Montjuïc l'any 2009, la col·lecció d'armes de Frederic Marès va passar a formar part del museu. En aquesta sala se'n presenta una selecció representativa: a les vitrines inferiors, unes 50 espases i espasetes i, a la superior, cascs, peces d'armadura, una selecció d'espingardes, pistoles, un arcabús, fusells i un conjunt de polvoreres. A la taula-vitrina central hi ha un grup de pistoles d'entre les quals destaquen les de producció catalana del segle xviii i les de sistema Lefacheux del segle xix. Finalment, a la vitrina que tanca la sala hi ha ballestes de caça centreeuropees amb marqueteries expressives.

### Sala femenina (sala 5)

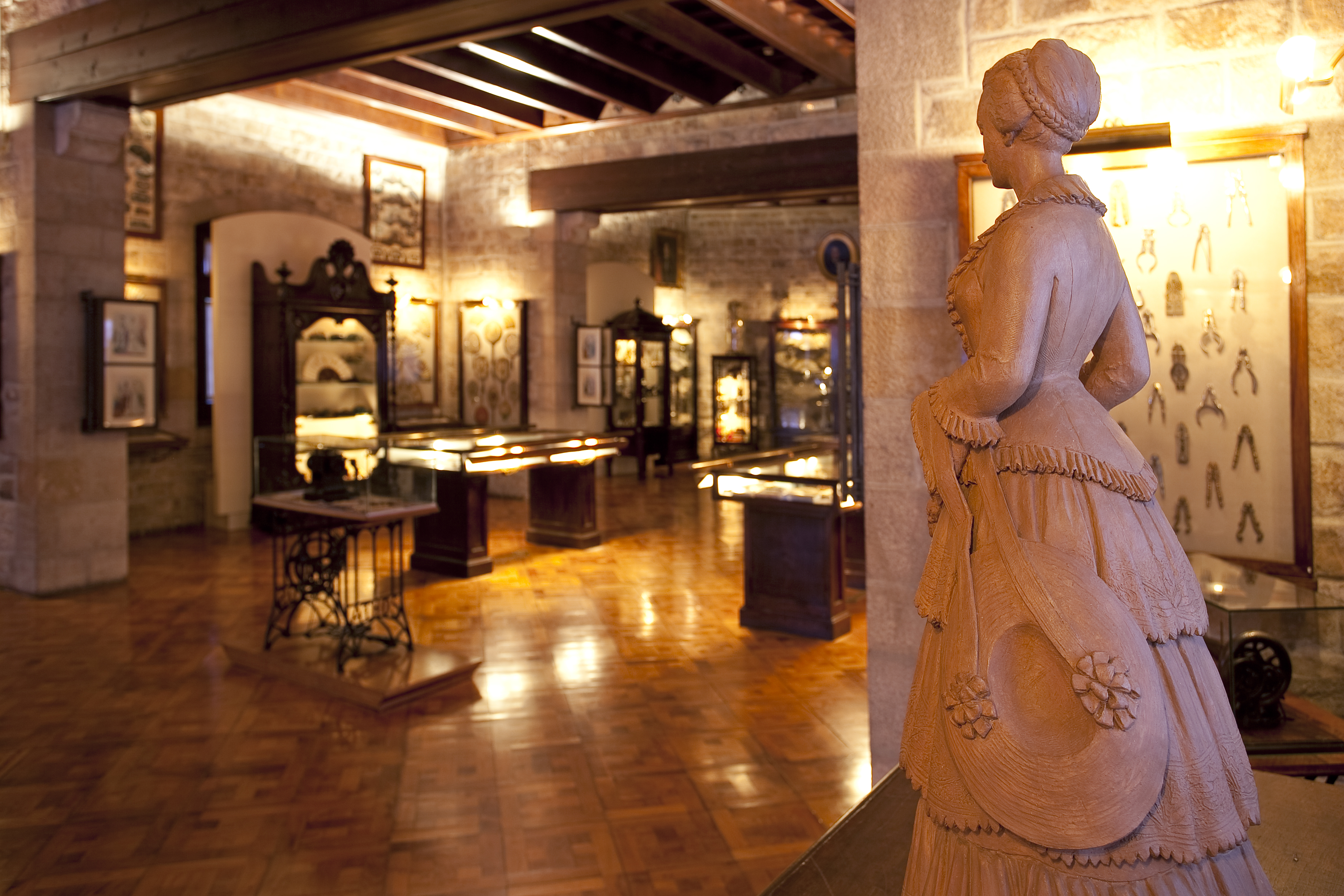
Sala 5

La sala anomenada Femenina reuneix diverses col·leccions amb un denominador comú: la seva relació amb l'univers femení, fonamentalment el de la dona burgesa del segle xix. Aquesta sala, més que cap altra del Gabinet del Col·leccionista, és un reflex ben clar d'unes formes de vida d'èpoques passades. Les mateixes característiques de l'espai, la seva il·luminació tènue, l'aglomeració d'objectes i els mobles en què són presentats creen una atmosfera especial que ens ajuda a realitzar un insòlit viatge en el temps.
La carta de presentació d'una dona davant de la societat es realitzava mitjançant la seva indumentària, que es regia per unes normes molt estrictes i un codi preestablert. Depenent de l'hora del dia i de l'activitat, calia vestir d'una forma o d'una altra, i és per això que els complements jugaven un paper importantíssim. Es poden consultar als expositors dels torniquets algunes làmines de revistes de moda, d'origen i influència francesa, que mostren els models que calia seguir per estar al dia.
El vestit de carrer anava acompanyat de guants, botins, barrets i ombrel·les. El vestit de societat -per anar a un ball o a una estrena- seguia una rígida etiqueta: espatlles al descobert, gasses i sedes en el vestit, capellines com a peça d'abrigar i petites bosses de mà de granadura, seda o ganxet. Però si hi ha un complement indispensable aquest és el ventall, que qualsevol dama distingida havia de saber fer servir amb elegància, discreció i coqueteria.
Ara bé, no tot eren vestits i complements. La dona, a més, s'empolainava amb pólvores compactes, conservades en delicades capsetes, i es perfumava amb aromes guardades en flascons exquisits. D'altra banda s'adornava amb joies: braçalets, penjolls, porte-bouquets, agulles, anells i arracades, un per a cada ocasió, fins i tot per al dol rigorós.
Part de la jornada les dames solien emprar-la en realitzar i rebre visites. Generalment cada casa assignava un dia i hora concrets per rebre, per a la qual cosa es feien servir targetes de visita i elegants invitacions. Aquests compromisos socials també se cenyien a unes normes ben estrictes recollides en manuals de comportament.
Les labors i tasques manuals femenines formaven part del temps dedicat a l'oci de les dones que pertanyien a les classes acomodades. Hi ha tota una col·lecció de labors realitzades amb cabells humans que, acompanyada dels seus àlbums de mostres, s'exhibeix en una de les parets de la sala. Altres objectes completen el mosaic vuitcentista, en aquest cas objectes no vinculats directament amb el món femení: alguna retrats; floreres elaborades amb petxines de mol·luscs o fruits de cera; aparadors amb imatges de devoció i alguns mobles que guarnien els interiors de les residències burgeses. La sala també acull altres col·leccions. En destaquen tres que apareixen emmarcades i penjades a les parets: la d'amulets, la d'esmocadores o mocallums -tisores que servien per tallar i retirar els cremallots o metxes cremades de les espelmes- i la de trencanous i trencapinyons.

#### Col·lecció de ventalls

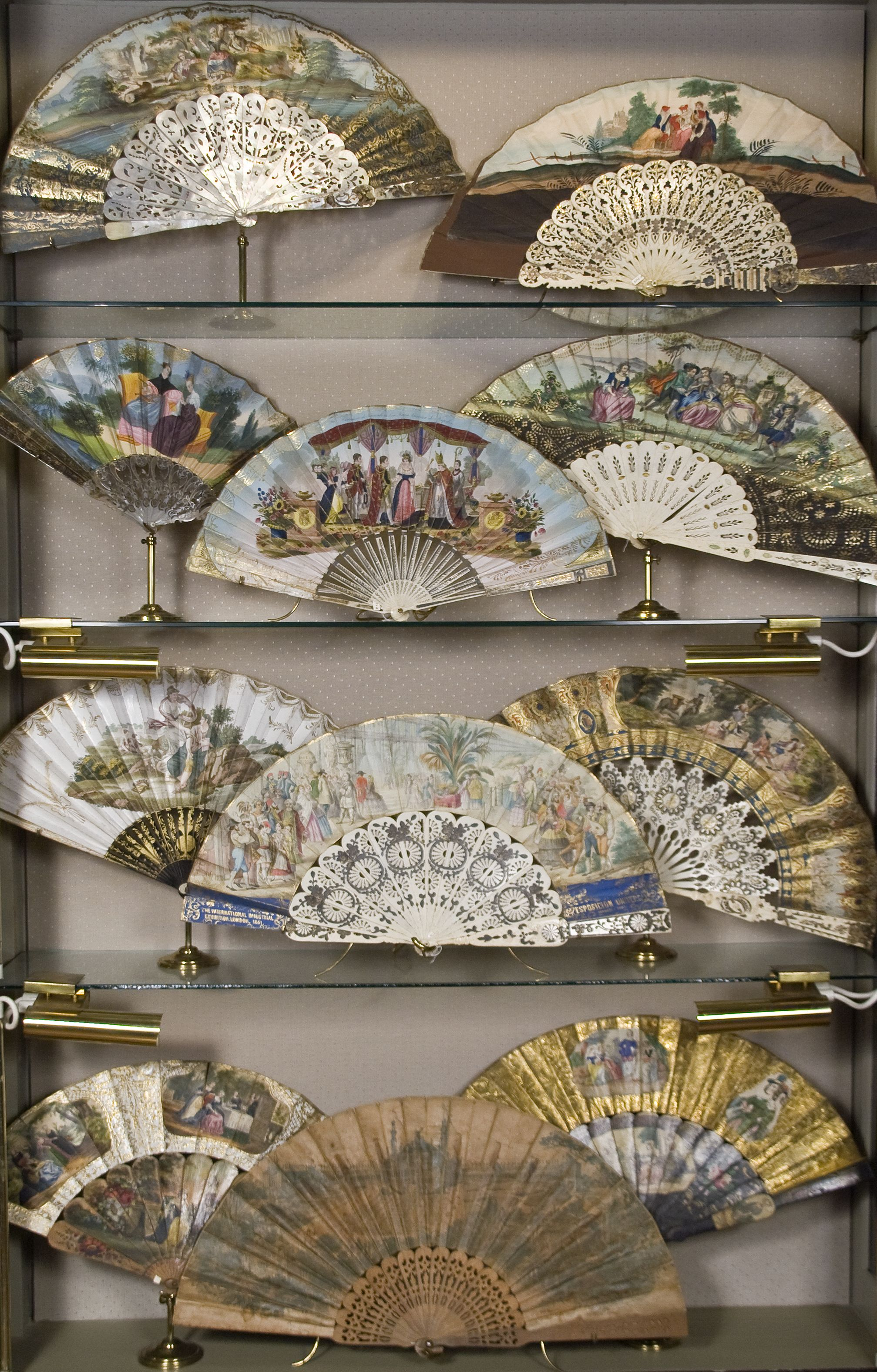
Col·lecció de ventalls

El ventall fou potser el complement més indispensable de la indumentària femenina en època romàntica. El seu gran èxit va abraçar la majoria de les classes socials i el seu ús generalitzat i quotidià es va prolongar fins al segle xx. N'hi havia de tota mena i per a totes les ocasions, donat que més enllà de ser un objecte d'ús pràctic, es va convertir en l'element bàsic d'una nova forma de comunicar-se, de manera que va arribar a establir-se un llenguatge propi que molta gent coneixia. Els més de 300 ventalls que s'exposen en aquesta sala donen fe de la varietat de formes, materials i tècniques. En aquesta vitrina s'hi pot veure la diversitat temàtica de les seves representacions: mitològica, al·legòrica, decorativa, popular o commemorativa, com el del casament de Ferran VII amb la seva última esposa, Maria Cristina de Nàpols, celebrat el 1829, o els de la primera Exposició Universal de Londres, de 1851, o París, el 1900. A més, n'hi ha d'altres amb dedicatòries, com el que va pertànyer a la soprano italiana Adelina Patti, amb les firmes de destacats compositors: Puccini, Sarasate, Pedrell, i que es poden contemplar en l'altra gran vitrina de ventalls.

### Sala del fumador (sala 6)

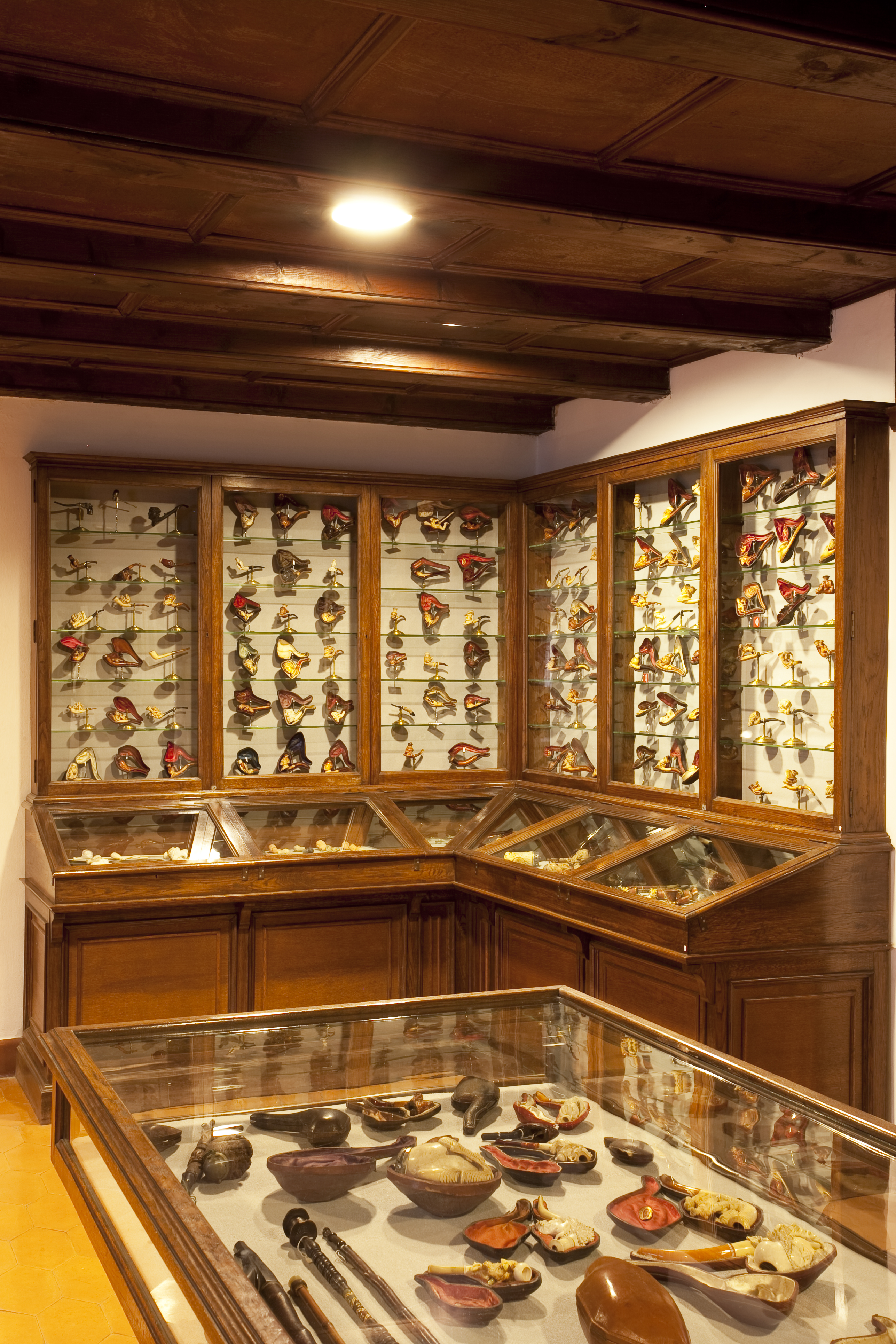
Sala 6

Dedicar una sala a l'hàbit de fumar pot sorprendre des de l'òptica contemporània. L'ús i el consum del tabac ha suscitat grans debats entre els seus detractors i els seus defensors, però és innegable que al llarg dels segles s'ha convertit en símbol de diferenciació social, cultural i sexual.
Des del punt de vista del col·leccionisme, el consum de tabac ha subministrat una font inesgotable d'objectes idonis per col·leccionar: pipes, broquets, cigarreres, petaques, caixes de rapè, caixes de llumins, llibretes de paper de fumar, cendrers, encenedors, etc. El conjunt de cigarreres presenta una gran varietat temàtica molt evocadora del segle xix. D'una banda hi ha les de caràcter polític -amb el retrat del general Espartero o el del general O'Donnell-; les utilitzades com a souvenir, que representen les ciutats de Venècia, París o Londres; i, fins i tot, les que estan personalitzades amb les inicials del propietari. Com es pot comprovar, hi ha diversos materials, com el metall, el nacre, l'ivori, el carei i el cuir.
Un altre conjunt destacat és el de les caixes de rapè i de tabac en brut. Aquí s'hi mostren diverses famílies. Entre d'altres, es poden veure les de metall -majoritàriament dels Països Baixos-, les de banya -castellanes-, o les de fusta, que tenen forma de sabata o de gla. El material gràfic relacionat amb l'hàbit de fumar és molt extens: anells de cigars o vitoles, marques cigarreres, llibrets de paper de fumar, capsetes de llumins, etc. Les seves temàtiques permeten un recorregut pels gustos i les modes del segle xix i part del XX: la política, l'humor, personalitats històriques, actors, o el món de la sensualitat i l'erotisme, que en moltes ocasions inclou fotografies.
Aquest espai reuneix altres col·leccions que tenen poc o res a veure amb l'univers del fumador. Destaca una col·lecció de cartes, així com d'altres relacionades amb el comerç, on les lletres de canvi i els utensilis de pes i mesura són els objectes més rellevants.

#### Col·lecció de pipes

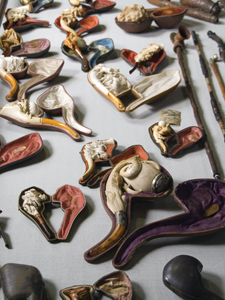
Col·lecció de pipes

L'àmplia col·lecció de pipes -amb més de 300 exemplars- és la més destacada de la sala. La seva procedència és molt diversa. Majoritàriament europees, també n'hi ha de turques i índies. Moltes conserven els seus estoigs originals -de sinuosa silueta- de cuir i vellut, en els quals s'hi pot apreciar els noms dels establiments i ciutats on van ser adquirides. La major part són per consum de tabac, però n'hi ha alguna destinada a l'opi. El seu particular mode d'exhibició ressalta l'aspecte decoratiu de la col·lecció. Una observació atenta permet apreciar fins a quin punt són variats els materials i les tècniques que s'hi han emprat. Pel que fa als materials s'hi distingeixen, entre d'altres: terracota, os, espuma de mar, ambre i metall. En alguns casos les tècniques artesanals emprades les convertien en petites escultures. Els temes representats són variats. Hi destaquen els retrats de personatges cèlebres -com el de Beethoven, situat en una de les vitrines planes-; les escenes mitològiques, els personatges zoomorfs -és a dir, amb forma d'animal-, i les escenes costumistes. Hi ha també alguns exemplars amb representacions realment curioses, com ara una mà que sosté un crani, una dama amb lents i ombrel·la, o un velocípede.

### Sala de les floreres de closques (sala 7)

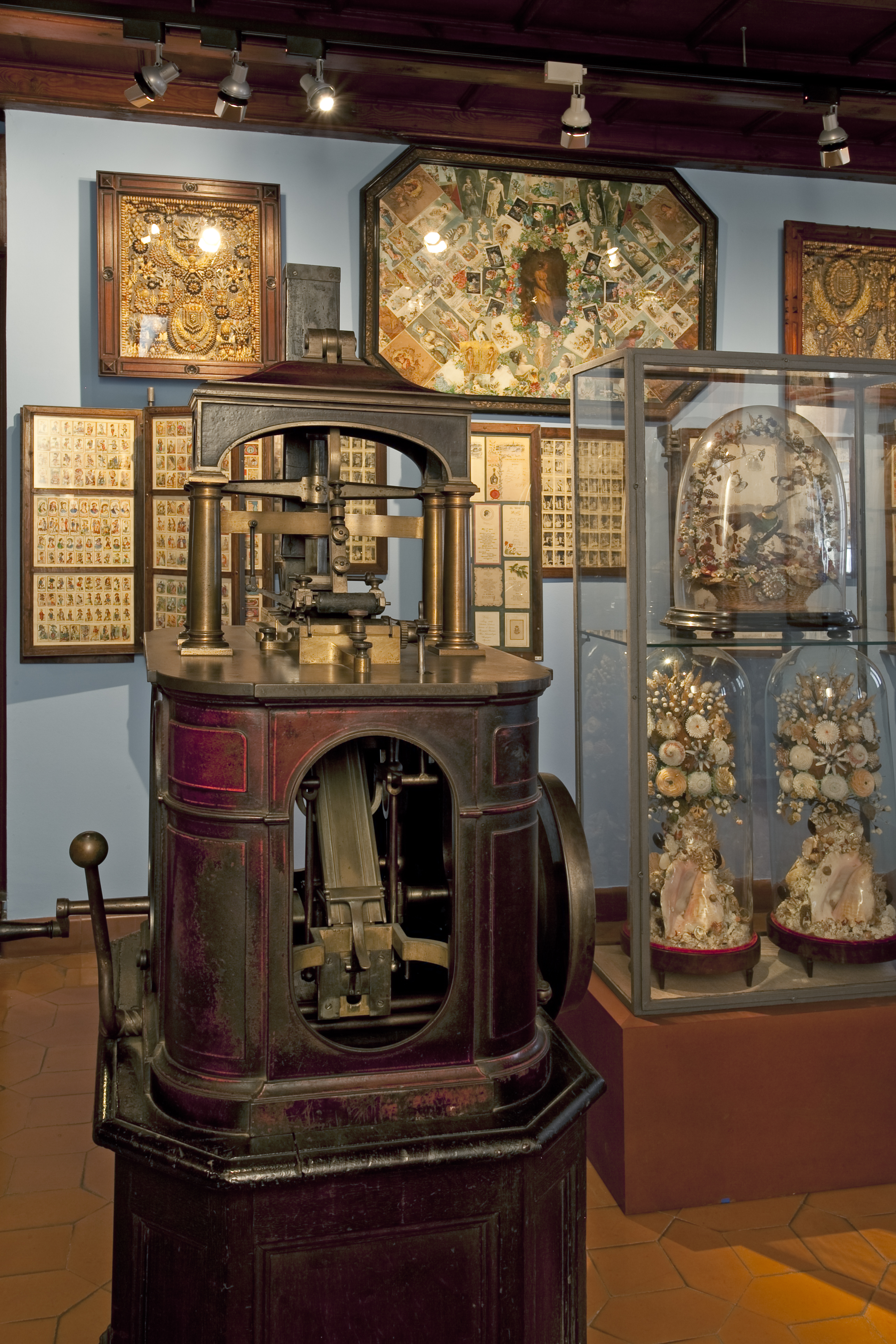
Sala 7

Aquesta petita sala mostra una col·lecció poc corrent: es tracta de floreres de closques i cargols de mar en els seus globus de cristall. La seva realització és pròpia de poblacions marineres. Cal recordar que Frederic Marès va néixer a Portbou, una petita població de la costa catalana propera al Cap de Creus, on aquestes composicions eren abundants.
Generalment es col·locaven sobre les calaixeres, o bé al costat d'alguna imatge religiosa en l'alcova del dormitori de les cases. Aquestes composicions decoratives també es van realitzar amb altres materials i tècniques: fruites de cera, ocells i papallones, treballs de paper i fins i tot una barreja de diversos elements en una mateixa composició, alguns exemplars de les quals s'exposen en aquesta i en altres sales del gabinet.
A la sala encara hi ha espai per a altres col·leccions d'interessants documents gràfics del segle XIX: menús, felicitacions de Nadal, etc. A mitjan segle xix es va iniciar el col·leccionisme de cromos. Mesas revueltas és el nom que reben les creatives composicions de cromos que s'emmarcaven com a element decoratiu a les llars de l'època.
En el mateix segle, la publicitat a les revistes, els diaris i en les etiquetes dels mateixos productes ja començava a despuntar com un mètode eficaç a l'hora d'incrementar les vendes. Un bon exemple són les targetes de marques comercials, i fins i tot les fototípies de temàtica eròtica que il·lustraven les capses de llumins. Finalment, al centre de la sala s'exhibeix una màquina de marcar bitllets de la companyia dels Ferrocarrils de Sarrià que unien Barcelona amb el que aleshores era el poble de Sarrià, a uns cinc quilòmetres i mig de distància. A la vitrina plana que hi ha situada entre les dues finestres es pot contemplar una curiositat més: un variat grup de bitllets de tramvia i autobús, però tots ells capicua.

### Sala de fotografia (sala 8)

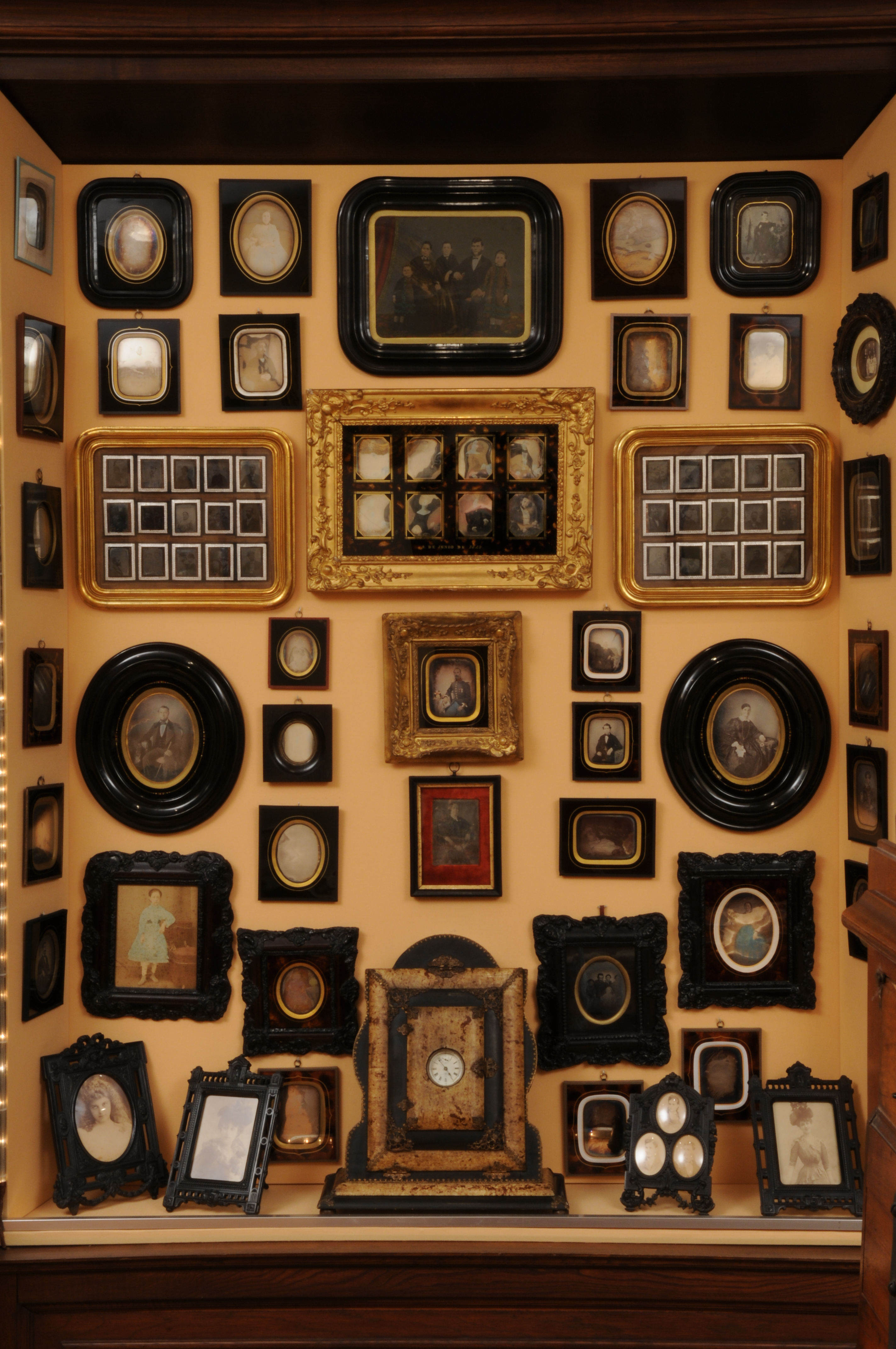
Daguerreotips

Aquesta sala constitueix una de les primeres col·leccions públiques de la fotografia del segle xix a Espanya. La seva detinguda contemplació ens descobreix Frederic Marès com a precursor de la conservació i divulgació del món de la imatge. Les col·leccions presentades són un fidel testimoni de l'evolució de les tècniques fotogràfiques des de la segona meitat del segle xix fins al primer quart del XX, alhora que són també una suggeridora font d'evocació del passat, com moltes d'altres d'aquest Gabinet. A les primeres vitrines de la dreta s'hi exhibeix un conjunt de retrats emmarcats realitzats amb les primeres tècniques fotogràfiques: daguerreotips, ambrotips i ferrotips. A continuació es mostren imatges d'artistes catalans i nombroses vistes de Barcelona. Un altre apartat està format per càmeres i accessoris fotogràfics de diferents èpoques, entre els quals destaquen les dues grans càmeres de taller, situades al centre de la sala. Cinc retrats ovals de grans dimensions, retocats a llapis amb la tècnica del crayon portrait, presideixen la següent paret. També hi ha una vitrina que conté àlbums. Per acabar, hi ha una extensa col·lecció de petits retrats que majoritàriament són fotografies a l'albúmina en el format anomenat targeta de visita o carte-de-visite, retrats sobre cartró que van triomfar des dels seus inicis el 1855. Amb aquesta nova tècnica s'universalitzava l'accés a la fotografia, cosa que va impulsar la creació d'estudis fotogràfics i la compra de còpies de retrats. No només es van popularitzar les imatges dels governants i la reialesa, sinó que també hi havia paisatges de terres exòtiques, retrats d'artistes i de membres del clergat. En un torniquet s'exposa una nodrida selecció de retrats que són testimoni del gust i la indumentària de la segona meitat del segle xix. Al costat, el revers d'algunes de les targetes constitueix una font molt útil per reconstruir el panorama dels fotògrafs actius a Barcelona i a altres poblacions catalanes durant la segona meitat del segle xix.

#### Col·lecció de daguerreotips
Es tracta d'una de les poques col·leccions públiques que permet resseguir l'evolució d'aquestes primeres tècniques fotogràfiques: el daguerreotip, l'ambrotip i el ferrotip. En total són 90 exemplars, i la qualitat d'alguns és extraordinària. Fem una aproximació ràpida a la pionera d'aquestes tècniques: el daguerreotip. El nom prové del seu inventor, el francès Louis-Jacques Mandé Daguerre. La seva invenció va estar vigent des del 1839 fins al 1860, i a Catalunya va tenir una gran acceptació des del primer moment. Una vista de Barcelona, presa el 10 de novembre de 1839, pocs mesos després de la presentació de l'invent a París, es considera que és el primer daguerrotip realitzat a Espanya. S'estén una capa de nitrat de plata sobre una placa de coure que s'introdueix en la cambra fosca i, després d'una llarga exposició a la llum, la imatge queda plasmada i fixada en la placa. Malgrat la qualitat de la imatge resultant, aquesta nova tècnica no permetia realitzar còpies, i les llargues exposicions de fins a vint minuts suposaven una incomoditat per a les persones que es retrataven. A Catalunya s'hi van establir molts estudis fotogràfics que empraven aquesta tècnica. Els daguerreotips de paisatges o vistes de ciutats eren seguits pel públic amb gran interès. El daguerreotip va afavorir, així mateix, l'aparició del retrat post-mortem, que es va fer molt popular a mitjans del segle xix, per a preservar la memòria de la imatge del difunt. A la vitrina més gran d'aquesta sala es mostren dos exemplars de retrat post-mortem infantil: dues nenes estirades al llit, vestides de blanc i adornades amb flors.

### Sala dels rellotges (sala 9)

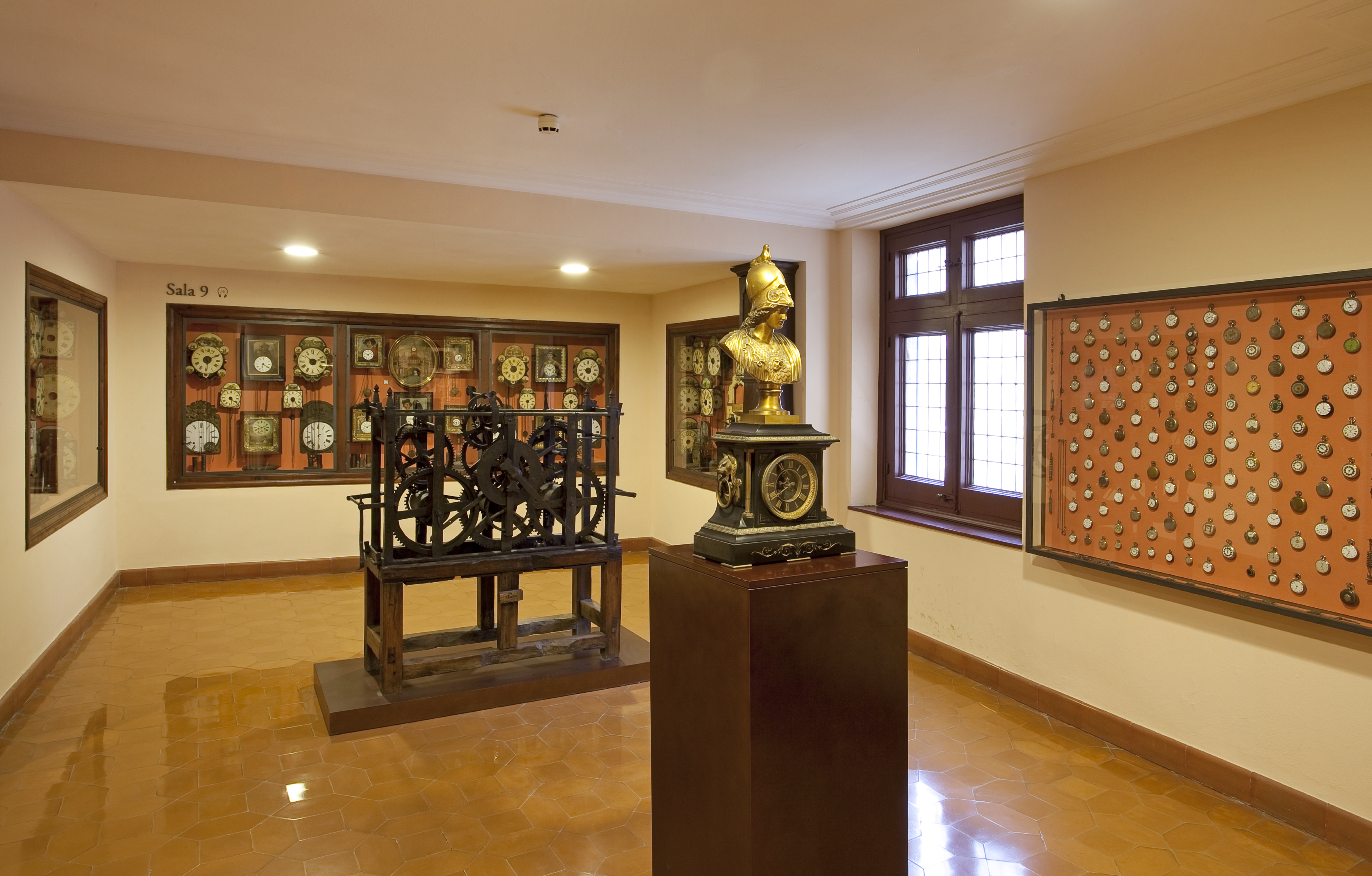
Sala 9

Tot seguint el recorregut pel segle xix i principis del XX, s'arriba a la sala dedicada als rellotges d'àmbit domèstic. Aquesta col·lecció, com és ja habitual en aquest Gabinet, té una gran diversitat de procedències així com de materials de fabricació. La gran majoria són rellotges de paret i de sobretaula. Dels de paret, que a Catalunya es deien de ratera, la capsa era de fusta de pi i estaven decorats amb cromolitografies. També n'hi ha d'alemanys, que funcionen amb pesos i pèndols i tenen una autonomia de 40 hores. De França eren molt populars els de caixa alta -o comtoise, per tal com procedien de la regió del Franc Comtat. La seva esfera blanca està esmaltada i té una decoració ben profusa tant en el frontó com en el pèndol. La major part dels rellotges de sobretaula procedeixen de França, i tots es caracteritzen per presentar una gran decoració en marqueteria i bronze daurat. La col·lecció també reuneix exemplars que incorporen el moviment d'algunes peces al compàs de les hores -per exemple els ulls d'un rostre, un vaixell o un violinista. També hi ha dos rellotges històrics de Barcelona, no només per les seves característiques tècniques, sinó pels seus emplaçaments tan representatius. L'un, situat al centre de la sala, és el gran rellotge procedent de l'antic Hospital de la Santa Creu i Sant Pau, realitzat el 1732 per Emmanuel Bofill. L'altre és el del Cafè de les Set Portes, inaugurat el 1838, que es va convertir en un dels establiments més luxosos de la ciutat i que encara avui continua obert al públic. Presenta forma hexagonal i esfera d'alabastre amb nombres romans esmaltats.

### Sales de la ceràmica i del vidre. Col·lecció de piques d'aigua beneïda (sales 10 i 11)

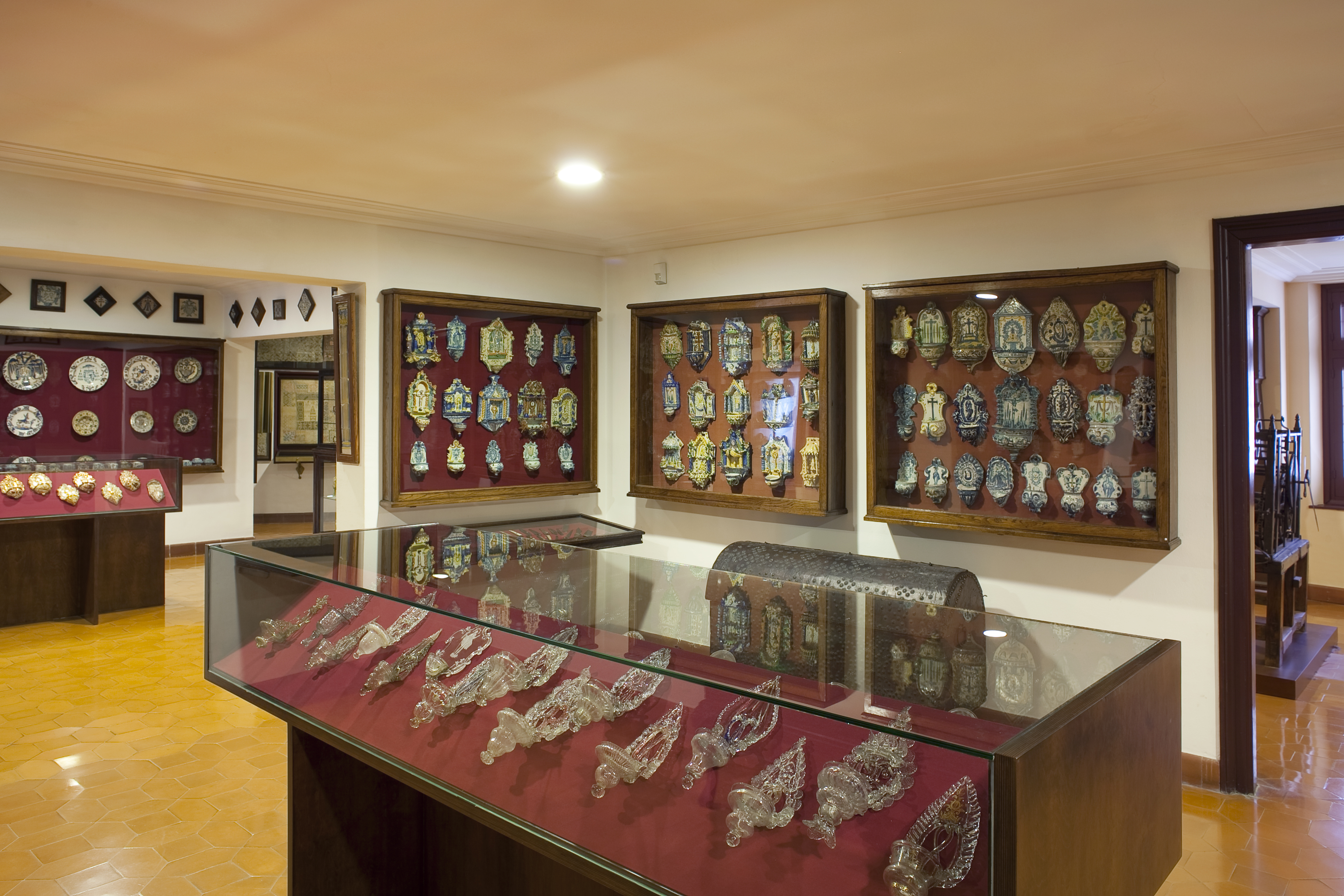
Piques d'aigua beneïda

Marès va crear la seva pròpia col·lecció de ceràmica, una especialitat força comuna entre els col·leccionistes. Hi va dedicar cinc sales en les quals s'exhibeix una gran diversitat d'objectes i on predominen els productes elaborats als principals tallers hispans: Talavera de la Reina, Puente del Arzobispo, Manises, Alcora, Muel, Terol i Catalunya. La característica comuna de tots ells és l'ús de l'esmalt vitri. Aquestes sales dedicades a la ceràmica (sales 10 i 11) presenten una variada col·lecció de piques beneiteres. Les piques beneiteres o aiguabeneiteres són petits recipients d'aigua, preferentment destinats a l'ús de la devoció privada, que es penjaven a la paret o en un moble. Generalment es componen d'un petit vas i d'una placa, sovint decorada amb iconografia religiosa. Dins el vas s'hi dipositava l'aigua beneïda, amb la qual els fidels se senyaven com a ritual de purificació. El conjunt està conformat per un ampli ventall de formes i tècniques que abasta des de treballs de gust popular a productes més elaborats, preferentment hispans, d'entre els segles xviii i xix: Talavera, Manises, Alcora, Terol, Real Fábrica de Cristales de la Granja, etc. Al centre de la primera sala s'hi presenten 31 piques d'aigua beneïda de vidre, de llarga tradició a Catalunya i Mallorca. Destaquen les seves gracioses formes executades pels mestres de la tècnica de bufar el vidre. A la part alta de les parets de la segona sala s'hi pot apreciar la col·lecció de rajoles, majoritàriament catalanes i valencianes del segle xvi amb motius heràldics, que guarnien els terres i les parets de monestirs, convents i edificis civils. Entre ells, un conjunt, decorat amb els emblemes de diversos abats, procedeix del monestir cistercenc de Poblet.

### Sales de la ceràmica i del vidre (sales 12, 13 i 14)

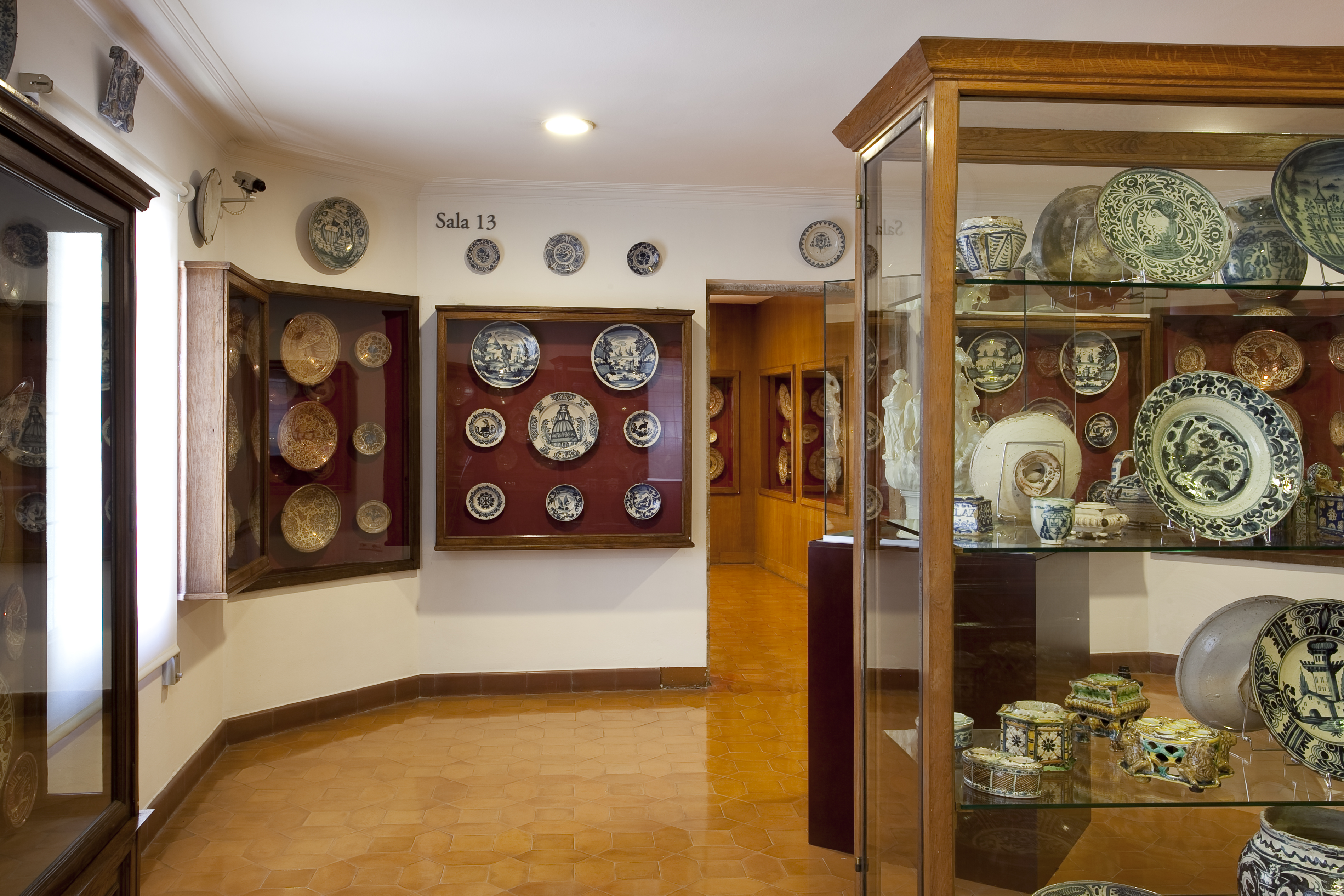
Ceràmica

A la sala 12 hi ha 90 pots de farmàcia o albarelos. La decoració amb escuts recorda la importància que van tenir les apotecaries monàstiques i conventuals en el passat. Entre els pots de farmàcia es pot observar una rica col·lecció de tinters i especiers exhibits en una vitrina i un pupitre. Cal destacar el singular muntatge de la vitrina. A la vitrina central hi ha diversos gerros i bols de Talavera i Puente del Arzobispo, exemplars ben lluïts decorats amb escenes policromes d'animals i figures de cavallers. A la part inferior destaca un bol amb una escena de tauromàquia de Talavera de la Reina, un dels centres castellans de producció hispana de major projecció. La sala 14 està dedicada exclusivament a la ceràmica daurada, produïda a Manises, Catalunya i Aragó, preferentment dels segles xvi i xvii. La ceràmica daurada o de reflex metàl·lic s'aconsegueix a partir de diverses coccions; a una base d'esmalt blanc ja cuita s'hi afegeix un aliatge de diferents metalls dissolt en vinagre que, en coure's altre cop, li dona aquest aspecte metàl·lic. A la sala 13 s'hi presenten més exemples de ceràmica daurada. Una altra col·lecció destacable és el conjunt de plats catalans de ceràmica blava del segle xviii, en els quals la decoració ocupa tota la superfície del recipient. Per acabar hi ha dos treballs ben interessants de la Manufactura d'Alcora, la primera experiència industrial espanyola dedicada a la producció ceràmica de gran qualitat. Al centre de la sala hi destaca la còpia en pisa esmaltada del grup hel·lenístic conegut com el Toro Farnese. També d'Alcora és una placa del Via Crucis, onzena estació de les catorze que conformen el calvari de Jesús, penjada a la paret

### Sala de la fe (sala 15)

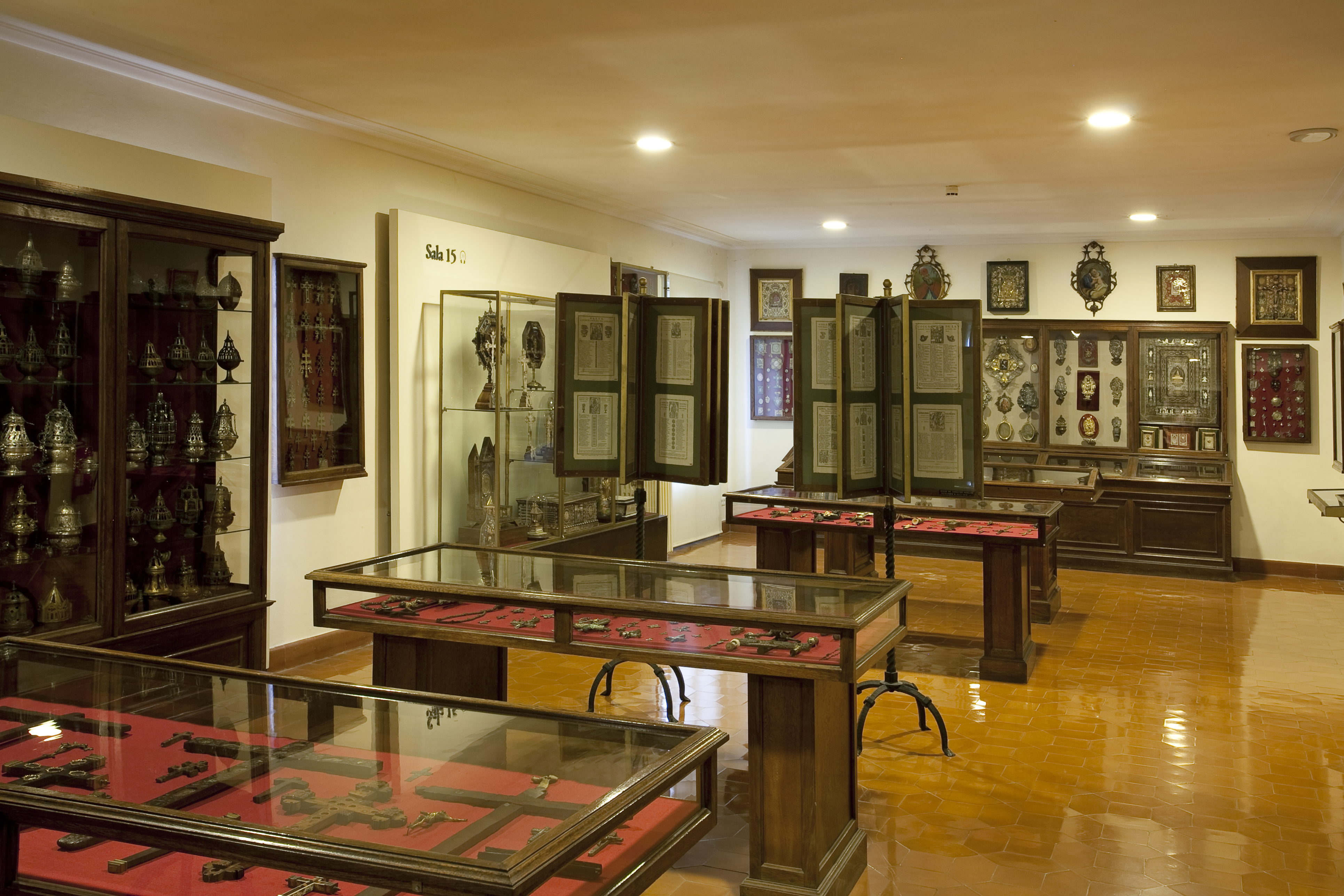
Sala 15

En aquesta sala hi ha una col·lecció d'objectes litúrgics i de devoció composta per més de 2.000 peces. A les sis primeres vitrines de la sala, entrant a mà dreta, s'observen nombrosos reliquiaris així com petxines de pelegrí o insígnies, usades com a distintiu per ordes i congregacions religioses. Des del punt de vista tècnic destaquen els treballs d'orfebreria, petits objectes d'art de formes, tècniques i materials diversos com ara l'or, la plata, els esmalts i la filigrana. El reliquiari -receptacle que conté i exhibeix relíquies de sants- és la peça estrella. N'hi ha que tenen forma de cor, de creu, amb format de tríptic o capelleta. Se n'hi exhibeixen alguns que contenen fragments de cartes autògrafes de Santa Teresa de Jesús i una col·lecció interessant constituïda per capelletes i estatuetes de Sant Antoni de Pàdua. Val la pena parar atenció a altres col·leccions, com les capelletes i les caixetes d'almoina exposades en una gran vitrina al centre de la paret de l'esquerra. Una col·lecció de les anomenades pellofes -monedes d'ús intern de les catedrals, basíliques i altres comunitats religioses- s'exhibeix emmarcada en la mateixa paret. Procedeixen en la seva majoria d'esglésies de Barcelona. La col·lecció d'exvots, situada en el mateix tram de paret, està composta per més d'un centenar d'exemplars realitzats en plata estampada o repussada, i també per algunes petites pintures sobre taula. Totes dues tipologies compartien la seva funció d'ofrenes de gratitud i esperança que guarnien les parets dels santuaris. Goigs i estampes xilogràfiques dedicades a sants s'exposen en quatre torniquets situats en el centre de la sala. Tot i que predominen els objectes devocionals cristians -de caràcter popular-, cal destacar alguna excepció, com la vitrina-pupitre situada al fons de la sala, en la qual s'hi poden veure punters i rotlles sagrats hebreus.

### Sala masculina (sala 16)

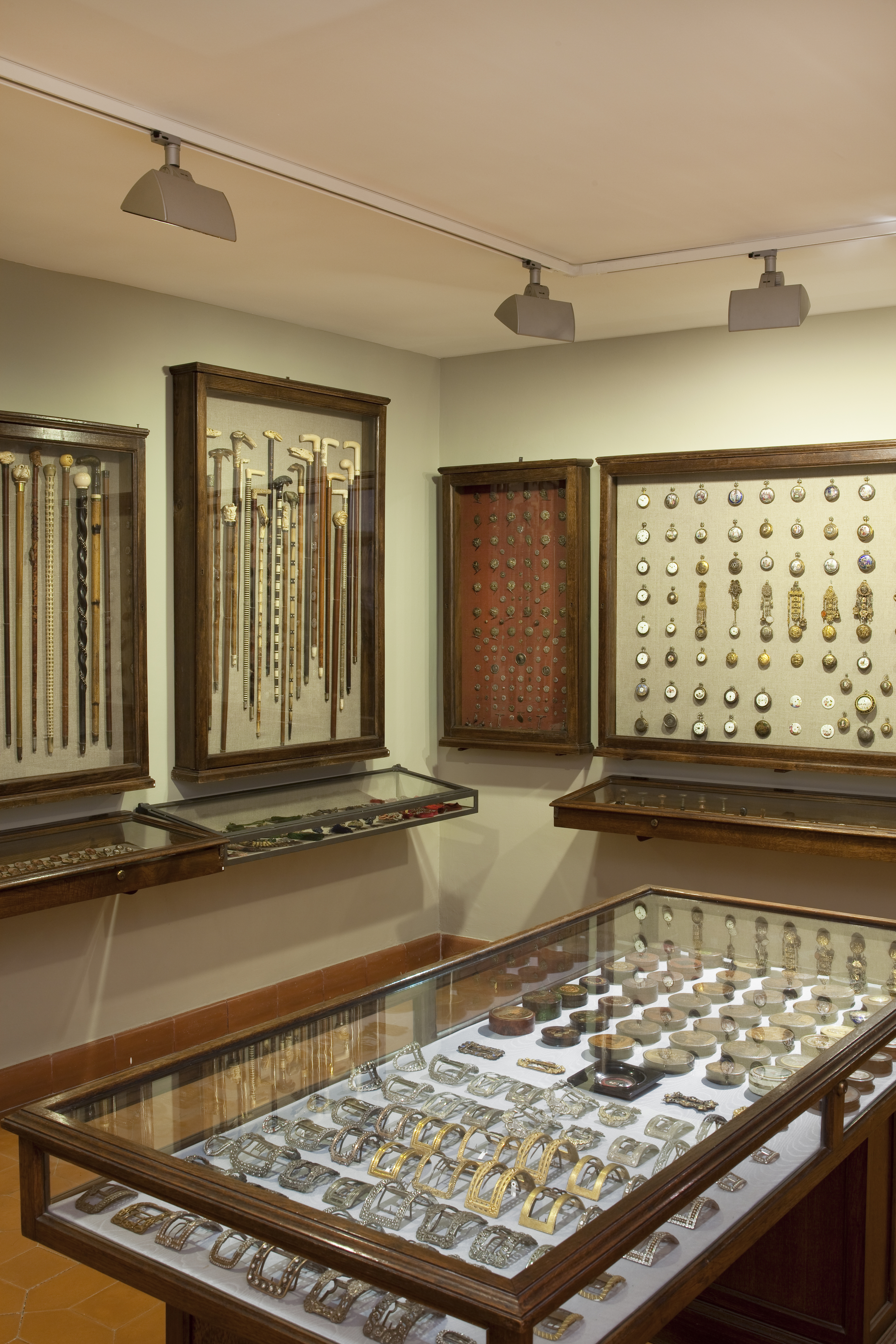
Sala 16

Aquesta petita sala vol evocar el final del segle xviii i bona part del segle xix. Això s'aconsegueix a partir d'una selecció de complements d'indumentària i altres petits objectes vinculats preferentment al món masculí. La sala ha estat concebuda com a complement de la Sala femenina. Les seves col·leccions transporten a l'ambient i els costums de l'home burgès de fa dos segles, al qual ja s'ha tingut l'oportunitat d'aproximar-s'hi a la Sala del fumador. Aquests són alguns dels objectes vinculats al món de la indumentària masculina: els botons estàndard i de puny de les casaques i les armilles a la moda estaven executats en diversos materials i tècniques (com la plata, l'acer, el vori tallat, esmaltats o pintats sobre vidre); les sivelles metàl·liques de les sabates i els cinturons, franceses i espanyoles, estaven cisellades seguint el gust de la moda imperant o bé tenien incrustacions de pedreria, esmalt o nacre, i els tirants eren brodats de seda, amb motius vegetals o al·legòrics.
El bastó fou un complement masculí gairebé indispensable del qual s'ofereix una selecció variada: de fusta o de canya, els punys (fets de marfil o d'altres materials) tenen com a tema recurrent caps d'animals, gossos o cavalls. Altres objectes pertanyen exclusivament a classes socials més benestants, com per exemple els rellotges de butxaca amb cadena o chatelaine, decorats amb esmalts i motius mitològics o al·legòrics. Els targeters, recoberts de nacre, o els segells per tancar amb lacre o cera la correspondència privada també foren signes de certa distinció social. La sala presenta una col·lecció de capses de rapè i per a altres usos amb boniques decoracions al·legòriques, mitològiques i polítiques. Finalment, hi ha una selecció d'objectes relacionats amb la visió, en aquest cas utilitzats per ambdós sexes: des de lents, impertinents o lents amb mànec a binocles de teatre o òpera.

### Sala de les diversions (sala 17)

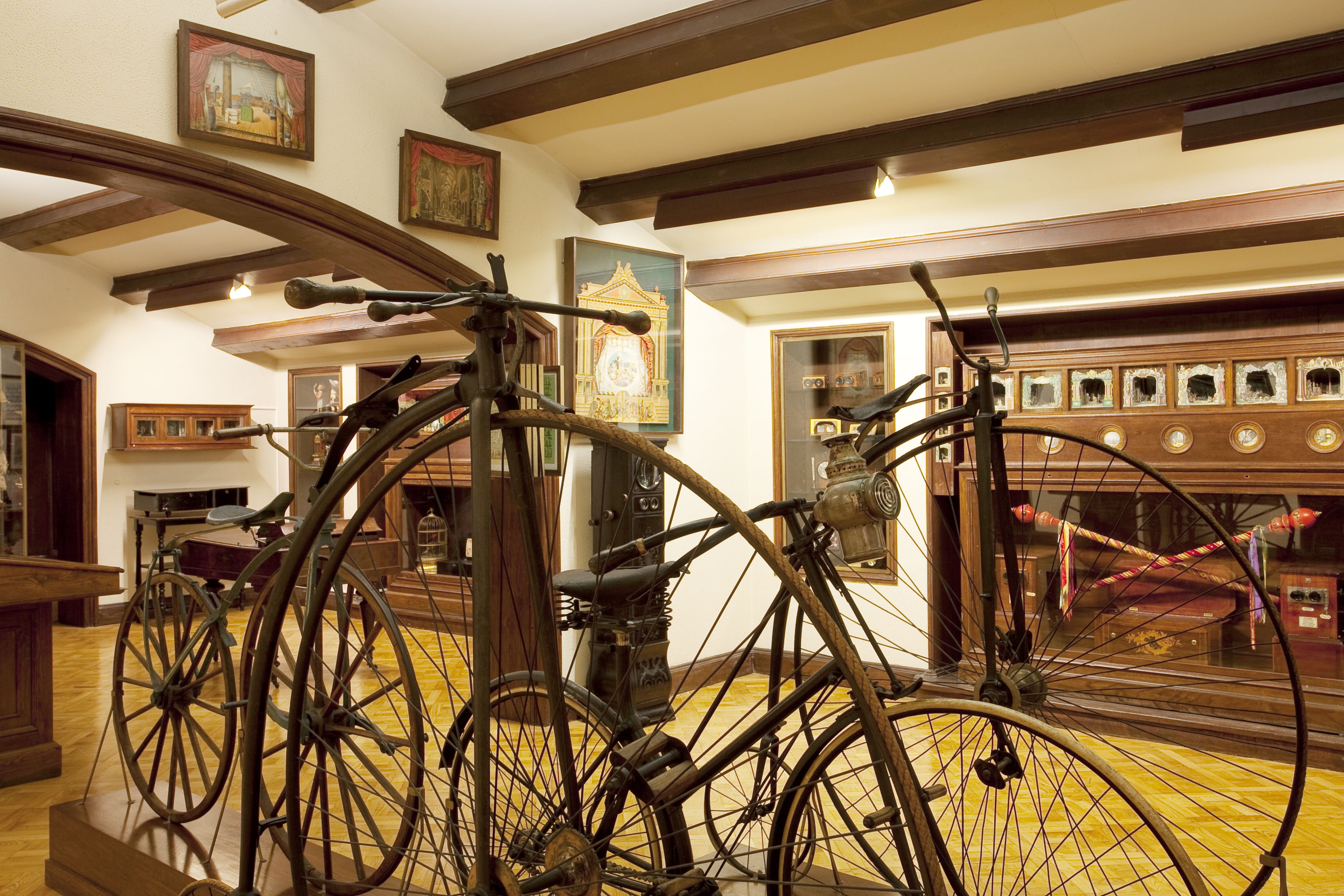
Sala 17

L'anomenada Sala de les Diversions és l'última del Gabinet del col·leccionista. Aquí s'exposen les col·leccions relacionades amb l'oci i la diversió de la societat barcelonina del segle xix i principis del xx. Al segle xix comença a ser una realitat la conquesta de l'oci per part de la petita burgesia, els artesans, menestrals i la classe obrera. N'és un bon exemple l'aparició de societats recreatives i humorístiques, i, entre totes elles, destaca l'anomenada Lo Niu Guerrer. El museu en conserva l'estendard, que es pot contemplar al replà d'accés a la sala, i una gran quantitat d'edicions de cartells i fullets amb activitats culturals i d'oci, com ara el carnaval, exposicions de pintura paròdica, certamens literaris i un llarg etcètera. Una altra conquesta de les classes mitjanes va ser l'accés al teatre. La popularitat dels espectacles es veu reflectida en l'exhibició de llibrets de drames musicals i òperes, fotografies i altres documents d'actors, dibuixants, escenògrafs i escriptors, amb una atenció especial a Frederic Soler -àlies Serafí Pitarra-, l'autor amb més èxit del període. Tots aquests documents completen el particular homenatge de Marès al teatre català. Aquesta sala, a més, alberga jocs per a nens i grans, com ara fulls del joc de l'oca, loteria, teatres de paper i altres retallables, així com un conjunt d'auques. Al segle xix els descobriments científics i tècnics arriben al gran públic. Es pot contemplar una exhibició de les joguines òptiques precursores del cinematògraf: la llanterna màgica -el primer projector de diapositives-, el poliorama panòptic -amb els seus efectes de dia i nit-, i el zoòtrop, un tambor circular que presenta uns orificis i que en donar voltes fa que els dibuixos que hi ha disposats a l'interior, contemplats des d'un visor, apareguin en moviment. Un altre tipus de divertiment correspon a la col·lecció d'instruments musicals programats, com ara les primeres caixes de música, els pianos de manubri -amb la seva maneta-, i els moderns gramòfons. Però també hi ha un espai per a les col·leccions de joguines més tradicionals: nines, autòmats, i accessoris per a cases de nines, que estan presents en aquestes fantàstiques golfes del Museu.

#### Col·lecció de Soldadets de Plom

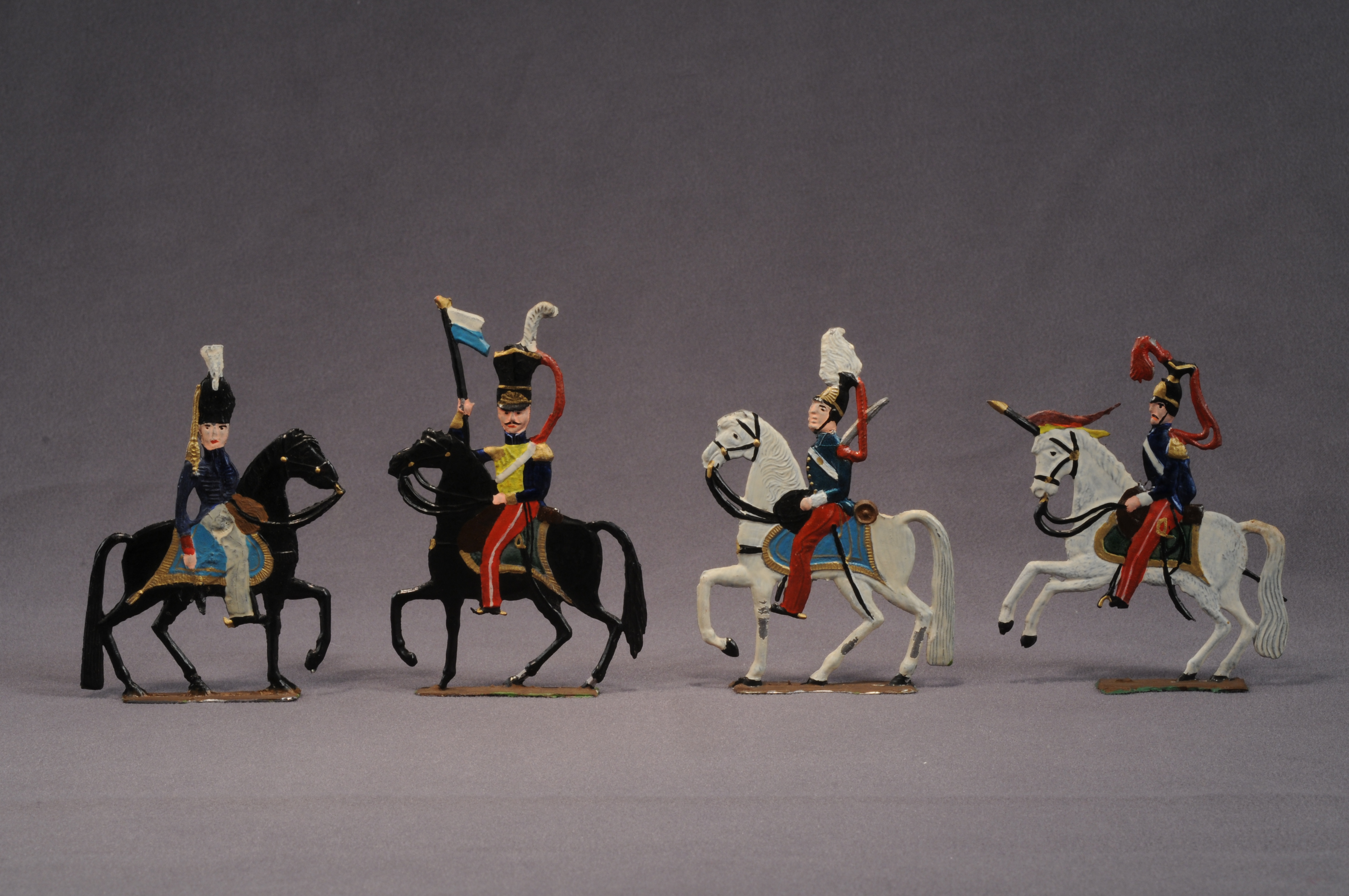
Soldadets de plom

Un dels entreteniments més populars al llarg del segle xix a Catalunya van ser els soldadets de plom. En aquest segle i també durant una bona part del XX van proliferar arreu d'Europa els tallers d'elaboració d'aquests petits exèrcits. El material amb què veritablement estaven construïts no era el plom, sinó un aliatge de plom, estany i antimoni. N'hi ha de diferent mida, però els més habituals mesuren entre 20 i 90 mil·límetres. Reprodueixen amb major o menor versemblança els diferents cossos i batallons dels exèrcits europeus i colonials contemporanis. A Barcelona la producció de figures de plom va començar cap al 1828 de la mà de l'artesà italià Carlo Ortelli, que va crear més d'un miler de figures planes. Cap al 1880 el taller Lleonart també inicia la producció de figures planes. A part dels soldats, és autor d'una completíssima Processó de Corpus, amb més de 800 figures. La producció de soldadets de plom va rebre un cop letal a partir dels anys cinquanta del segle xx amb l'aparició de les peces de plàstic i de noves joguines. El museu conserva un bon nombre de soldadets produïts a Barcelona, als quals cal sumar els d'alguns tallers de Madrid o exemplars de les més reconegudes cases europees, com els Britains anglesos o els Heinrichsen alemanys.

#### Col·lecció de teatres de paper: diorames Engelbrecht

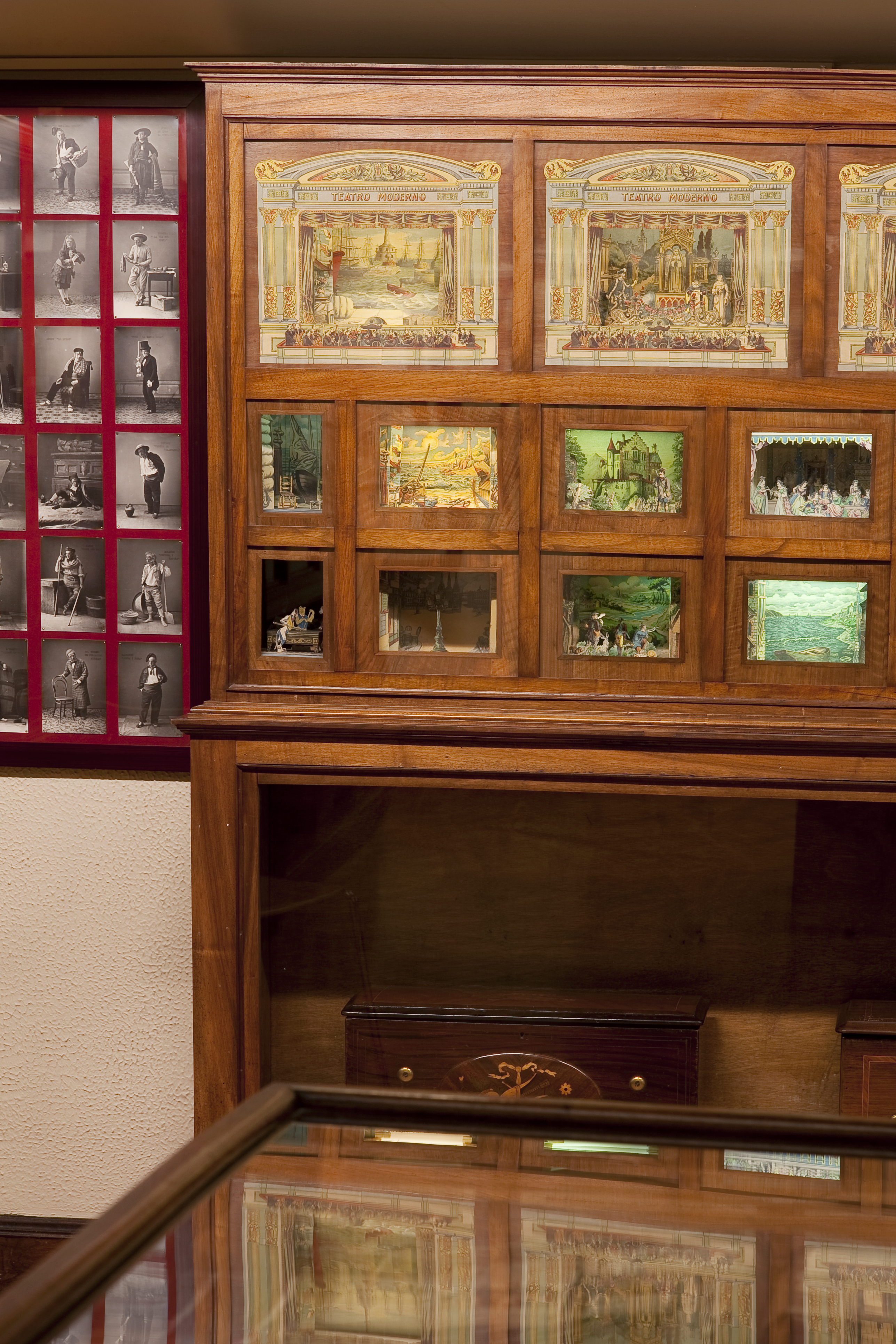
Diorames

Els diorames són considerats els precursors dels teatres de paper del segle xix, dels quals n'hi ha una bona representació en aquesta sala. Hi ha veritables peces úniques, com alguns teatres alemanys, francesos i espanyols -els editats per la casa Paluzie-. S'exhibeixen en mobles vitrina que van ser construïts expressament per la seva perfecta contemplació. Els teatres de paper, molt populars a tot Europa durant el segle xix, són un bon exemple de com els jocs infantils posaven en funcionament la imaginació del nen alhora que l'apropaven de forma didàctica a la cultura. Les peces estrella d'aquesta col·lecció són els anomenats diorames Engelbrecht, nom del gravador alemany que els va popularitzar després que el 1719 va aconseguir el privilegi imperial, és a dir, la patent exclusiva per a la creació d'aquests petits teatres. Aquestes meravelles es van convertir posteriorment en objecte de desig dels col·leccionistes, i Frederic Marès, fidel al seu instint i gran sensibilitat, va aconseguir de reunir 7 diorames de les diferents sèries que va editar Engelbrecht. Es poden admirar en un moble-vitrina situat a la dreta dels velocípedes. S'hi identifiquen les següents escenes: una de temàtica cortesana, el Paradís, les Noces de Canà, la Matança dels Innocents de Betlem, la Flagelació de Crist, l'Arca de Noé i la Crucifixió. La tècnica d'estampació utilitzada és el gravat a l'aiguafort acolorit amb aquarel·la. Aquestes estampes es retallaven i es muntaven sobre uns bastidors de paper encolat sobre cartró, que simulaven els decorats i els telons d'un teatre.